# Fayetteville, Arkansas
Fayetteville este un oraș din Arkansas, Statele Unite ale Americii. Se află la o altitudine de 427 m deasupra nivelului mării. Are o suprafață de 143,490443 km². Populația este de 93.949 locuitori, determinată în 2020, 1 aprilie 2020, prin Recensământul Statelor Unite ale Americii din 2020, recensământ.